# ألغيرداس شوسيكاس
ألغيرداس شوسيكاس (14 مايو 1928 – 21 نوفمبر 2012) هو ملاكم من الاتحاد السوفيتي راحل، مثّل بلاده في الألعاب الأولمبية الصيفية 1952.

## روابط خارجية
ألغيرداس شوسيكاس على موقع أوليمبيديا (الإنجليزية)